# Янковичі (Чрномель)
Янковичі (словен. Jankoviči) — поселення в общині Чрномель, Південно-Східна Словенія, Словенія. Висота над рівнем моря: 204,4 м.